# Liste der Biografien/Mom
Liste der Biografien |
Portal Biografien |
Personensuche
# |
A |
B |
C |
D |
E |
F |
G |
H |
I |
J |
K |
L |
M |
N |
O |
P |
Q |
R |
S |
T |
U |
V |
W |
X |
Y |
Z |
?
 
Ma |
Mb |
Mc |
Md |
Me |
Mf |
Mg |
Mh |
Mi |
Mj |
Mk |
Ml |
Mm |
Mn |
Mo |
Mp |
Mq |
Mr |
Ms |
Mt |
Mu |
Mv |
Mw |
Mx |
My |
Mz
 
Moa |
Mob |
Moc |
Mod |
Moe |
Mof |
Mog |
Moh |
Moi |
Moj |
Mok |
Mol |
Mom |
Mon |
Moo |
Mop |
Moq |
Mor |
Mos |
Mot |
Mou |
Mov |
Mow |
Mox |
Moy |
Moz
Die Liste der Biografien führt alle Personen auf, die in der deutschsprachigen Wikipedia einen Artikel haben. Dieses ist eine Teilliste mit 148 Einträgen von Personen, deren Namen mit den Buchstaben „Mom“ beginnt.

## Mom
- Mom Kaeo († 1633), König des laotischen Reiches Lan Xang

### Moma
- Moma Bassoko, Laetitia (* 1993), kamerunische Volleyball-Nationalspielerin
- Moma, Lemina (* 1968), mauretanische Landwirtschaftsministerin
- Momaday, N. Scott (1934–2024), US-amerikanischer Schriftsteller, Literaturwissenschaftler und Maler mit indianischen Wurzeln
- Momade, Ossufo (* 1961), mosambikanischer General und Politiker (RENAMO)
- Moman, Chips (1937–2016), US-amerikanischer Musikproduzent, Komponist und Gitarrist
- Momand, Abdul Ahad (* 1959), erster afghanischer Kosmonaut
- Momani, Musaeb al- (* 1986), jordanischer Kugelstoßer und Diskuswerfer
- Momann, Henner (* 1986), deutscher Schauspieler
- Momanyi, Grace Kwamboka (* 1981), kenianische Langstreckenläuferin
- Momanyi, Jared (* 1990), kenianischer Sprinter
- Momartz, Caspar Ludwig (1696–1761), österreichisch-levantinischer Diplomat und Schriftsteller
- Momaso, Joseph Julien (* 1985), kamerunischer Fußballspieler

### Momb
- Momb, Kim (1956–1986), US-amerikanischer Bergsteiger
- Mombaerts, Gui (1902–1993), belgischer Pianist und Musikpädagoge
- Mombaerts, Johan (* 1984), französischer Straßenradrennfahrer
- Mombauer, Annika (* 1967), deutsch-britische Historikerin
- Mombauer, Marcus (* 1966), deutscher Kommunalpolitiker (CDU), Bürgermeister
- Mombaur, Martin (1938–1990), deutscher Politiker (Die Grünen), MdL
- Mombaur, Peter Michael (1938–2021), deutscher Rechtsanwalt und Politiker (CDU), MdEP
- Mombelli, Carlo (* 1960), südafrikanischer Jazzmusiker und Komponist
- Mombelli, Giulio (* 1895), italienischer Diplomat
- Mombelli, Romano (* 1992), Schweizer Schwimmsportler
- Momber, August (1886–1969), deutscher Schauspieler und Regisseur
- Momber, Peter (1921–1975), deutscher Fußballspieler
- Momberg, Carl (1901–1988), deutscher Opernsänger (Bariton) und Regisseur
- Momberg, Jannie (1938–2011), südafrikanischer Winzer und Botschafter
- Momberger, August (1905–1969), deutscher Automobilrennfahrer und Ingenieur
- Momberger, Eckhard (1936–2022), deutscher Versicherungsjurist und Landrat
- Mombert, Alfred (1872–1942), deutscher Schriftsteller, Dichter und LyrikerAlfred Mombert (1872–1942)

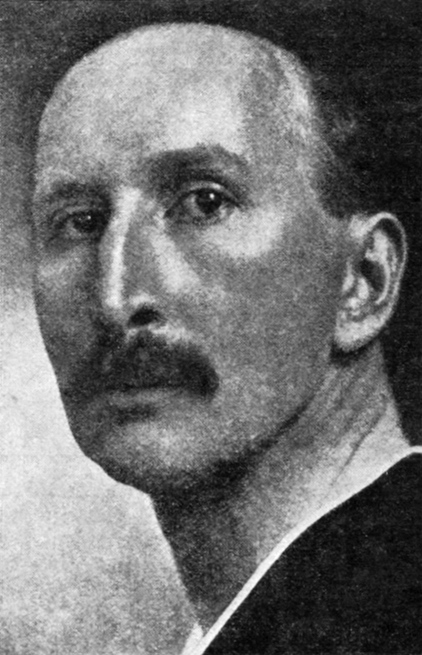
Alfred Mombert (1872–1942)

- Mombert, Paul (1876–1938), deutscher Nationalökonom
- Mombongo-Dues, Freddy (* 1985), kongolesischer Fußballspieler
- Mombris, Jérôme (* 1987), französischer Fußballspieler
- Momburg, Rolf (1928–2001), deutscher Verwaltungsjurist

### Momc
- Momcsilló, Tapavicza (1872–1949), serbischer Tennisspieler, Gewichtheber, Ringer und Architekt

### Mome
- Momen, Tarek (* 1988), ägyptischer Squashspieler
- Momeñe, José Antonio (1940–2010), spanischer Radrennfahrer
- Momesso, Sergio (* 1965), kanadischer Eishockeyspieler und -trainer
- Mometto, Pedro (* 1990), brasilianischer Squashspieler

### Momi
- Momić, Dragan (* 1963), serbischer Handballspieler und -funktionär
- Momigliano, Arnaldo (1908–1987), italienischer Althistoriker
- Momigliano, Attilio (1883–1952), italienischer Romanist, Italianist und Literarhistoriker
- Momigny, Jérôme-Joseph de (1762–1842), französischer Komponist und Musiktheoretiker belgischer Abstammung
- Momii, Katsuto (* 1943), japanischer Manager
- Momik († 1333), armenischer Architekt
- Momiki, Yūka (* 1996), japanische Fußballspielerin
- Mominbekow, Miskander (* 1986), kirgisischer Gewichtheber
- Mo‘minova, Nafisa (* 1990), usbekische Schachspielerin
- Momirski, Radoslav (1919–2007), jugoslawischer Fußballtrainer
- Momis, John (* 1942), papua-neuguineischer Politiker
- Momitani, Masahiro (* 1981), japanischer Fußballspieler

### Momm
- Momm, Dietmar (1946–2008), deutscher Bildhauer
- Momm, Harald (1899–1979), deutscher Springreiter und Oberst der Wehrmacht
- Momm, Milo Pablo (* 1977), deutscher Opernregisseur, Tänzer und Choreograph
- Momm, Oliver, deutscher Musikproduzent und Remixer
- Momm, Wilhelm (1865–1935), deutscher Verwaltungsjurist
- Momma, Margareta (1702–1772), niederländisch-schwedische Verlegerin, Chefredakteurin und Journalistin
- Momma, Wilhelm (1642–1677), deutscher evangelisch-reformierter Theologe
- Momma, Wilhelm (1880–1930), deutscher Pädagoge und nationalistischer Autor
- Mommaas, Marc (* 1969), niederländischer Jazzmusiker (Tenorsaxophon)
- Mommaerts, Wilfried (1917–1994), belgisch-amerikanischer Kardiophysiologe
- Mommartz, Lutz (1934–2025), deutscher Filmemacher
- Mommendey, Fritz (* 1954), Schweizer Jurist, Unternehmer und Buchautor
- Mommens, Norman (1922–2000), belgischer Bildhauer
- Mommens, Raymond (* 1958), belgischer Fußballspieler und Scout
- Mommer, Bernard (* 1943), venezolanischer Erdölexperte
- Mommer, Karl (1910–1990), deutscher Politiker (SPD), MdB
- Mommer, Willy (1921–1972), belgischer Dirigent, Komponist und Kulturmanager
- Mommers, Helmuth W. (* 1943), österreichischer Herausgeber, Übersetzer und Autor von Science Fiction
- Mommers, Jo (1927–1989), niederländischer Fußballspieler
- Mommersteeg, Joep (1917–1991), niederländischer Politiker
- Mommert, Almut (* 1944), deutsche Politikerin (CDU)
- Mommert, Carl (* 1840), deutscher katholischer Theologe und Pfarrer
- Mommert, Wilfried (* 1944), deutscher Journalist
- Mommertz, Dirk (* 1974), deutscher Pianist und Kammermusiker
- Mommertz, Karl Heinz (1929–2016), deutscher Ingenieur
- Mommertz, Paul (1930–2024), deutscher Schriftsteller
- Mommessin, Didier (* 1967), französischer Tischtennisspieler
- Mommius Cattianus, römischer Soldat
- Mömmö, Esko (* 1930), finnischer Skispringer
- Mommsen, August (1821–1913), deutscher Lehrer und Altphilologe
- Mommsen, Christian (1868–1927), deutscher Diplomlandwirt und Tierzuchtdirektor
- Mommsen, Dorothea (1926–2017), deutsche Schauspielerin
- Mommsen, Ernst Wolf (1910–1979), deutscher Jurist, Regierungsbeamter und Manager in der Montanindustrie
- Mommsen, Friedrich (1818–1892), deutscher Rechtswissenschaftler und Politiker
- Mommsen, Hans (1930–2015), deutscher Historiker
- Mommsen, Heide (* 1941), deutsche Klassische Archäologin
- Mommsen, Helmut (1896–1983), deutscher Kinderarzt und Pionier der Naturheilkunde
- Mommsen, Karl (1861–1922), deutscher Bankdirektor und Politiker (FVg), MdR
- Mommsen, Katharina (* 1925), deutsch-US-amerikanische Literaturwissenschaftlerin
- Mommsen, Konrad (1871–1946), deutscher Marineoffizier, zuletzt Flottenchef der Reichsmarine
- Mommsen, Margareta (* 1938), Politikwissenschaftlerin
- Mommsen, Momme (1907–2001), deutsch-US-amerikanischer Literaturwissenschaftler und Philologe, Goetheforscher
- Mommsen, Oliver (* 1969), deutscher SchauspielerOliver Mommsen (* 1969)

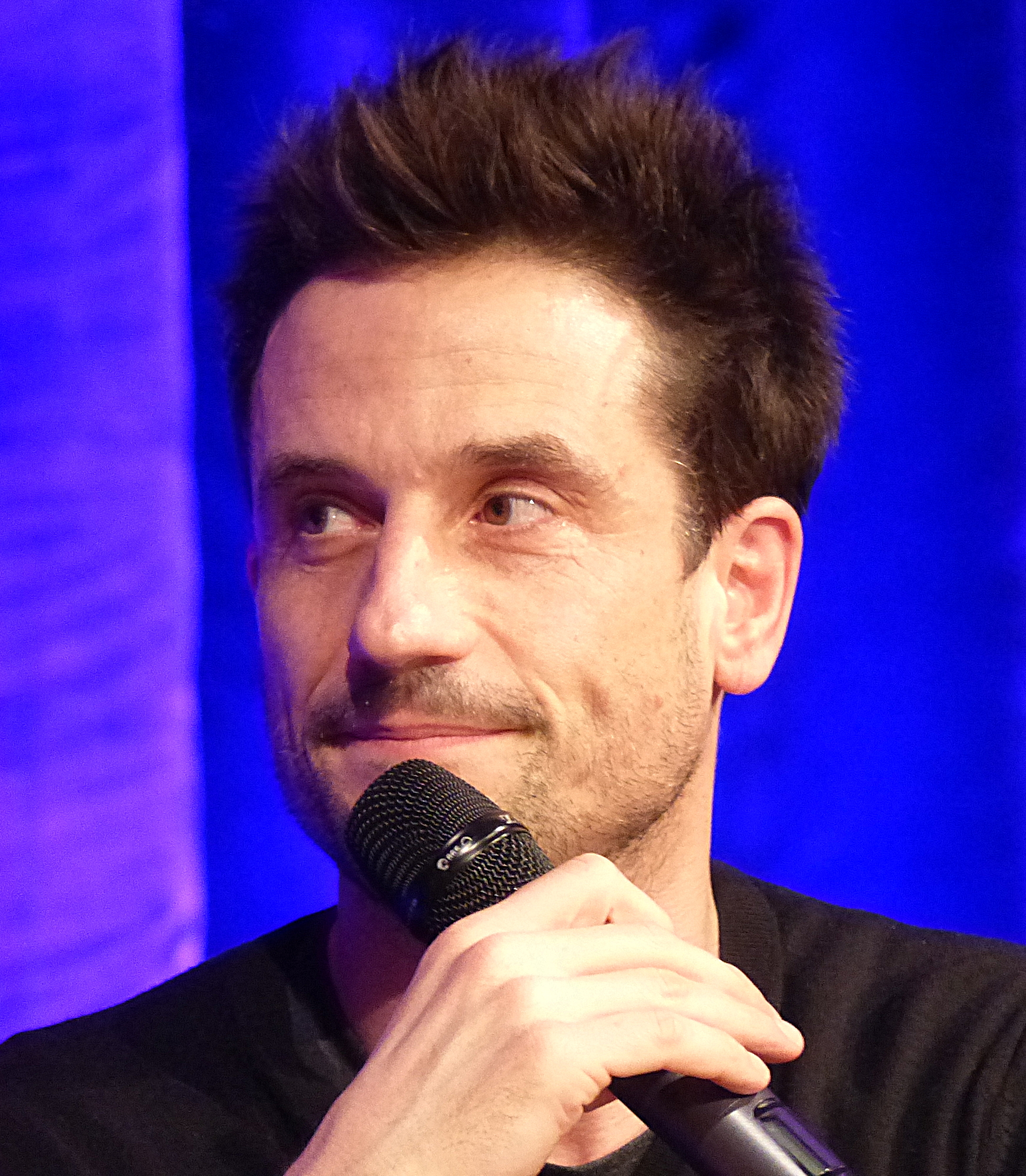
Oliver Mommsen (* 1969)

- Mommsen, Theodor (1817–1903), deutscher Historiker und Altertumswissenschaftler
- Mommsen, Theodor Ernst (1905–1958), deutscher Historiker
- Mommsen, Tycho (1819–1900), deutscher Altphilologe und Gymnasialdirektor
- Mommsen, Wilhelm (1852–1901), deutscher Richter und Politiker, Landtagsabgeordneter Waldeck
- Mommsen, Wilhelm (1892–1966), deutscher Historiker
- Mommsen, Wolfgang (1907–1986), deutscher Historiker und Archivar
- Mommsen, Wolfgang J. (1930–2004), deutscher Historiker
- Mommsen-Straub, Karl (1923–1976), schweizerisch-deutscher Historiker
- Mommu (683–707), 42. Tennō von Japan

### Momn
- Momney, Ritt (* 1999), US-amerikanischer Popsänger

### Momo
- Momo, mythischer König von Tonga
- Momo (* 1996), japanische Popsängerin und Mitglied der Girlgroup Twice
- Momo, Alessandro (1956–1974), italienischer Schauspieler
- Momo, Federico (1878–1958), italienischer Radrennfahrer
- Momo, Lambert Sonna (* 1970), kamerunischer Informatiker, Spezialist für Cybersicherheit, Forscher und Unternehmer
- Momo, Sergio (* 1996), spanischer Schauspieler
- Momo, Sharmin Akthar, bangladeschische Badmintonspielerin
- Momoa, Jason (* 1979), US-amerikanischer Schauspieler und ModelJason Momoa (* 1979)

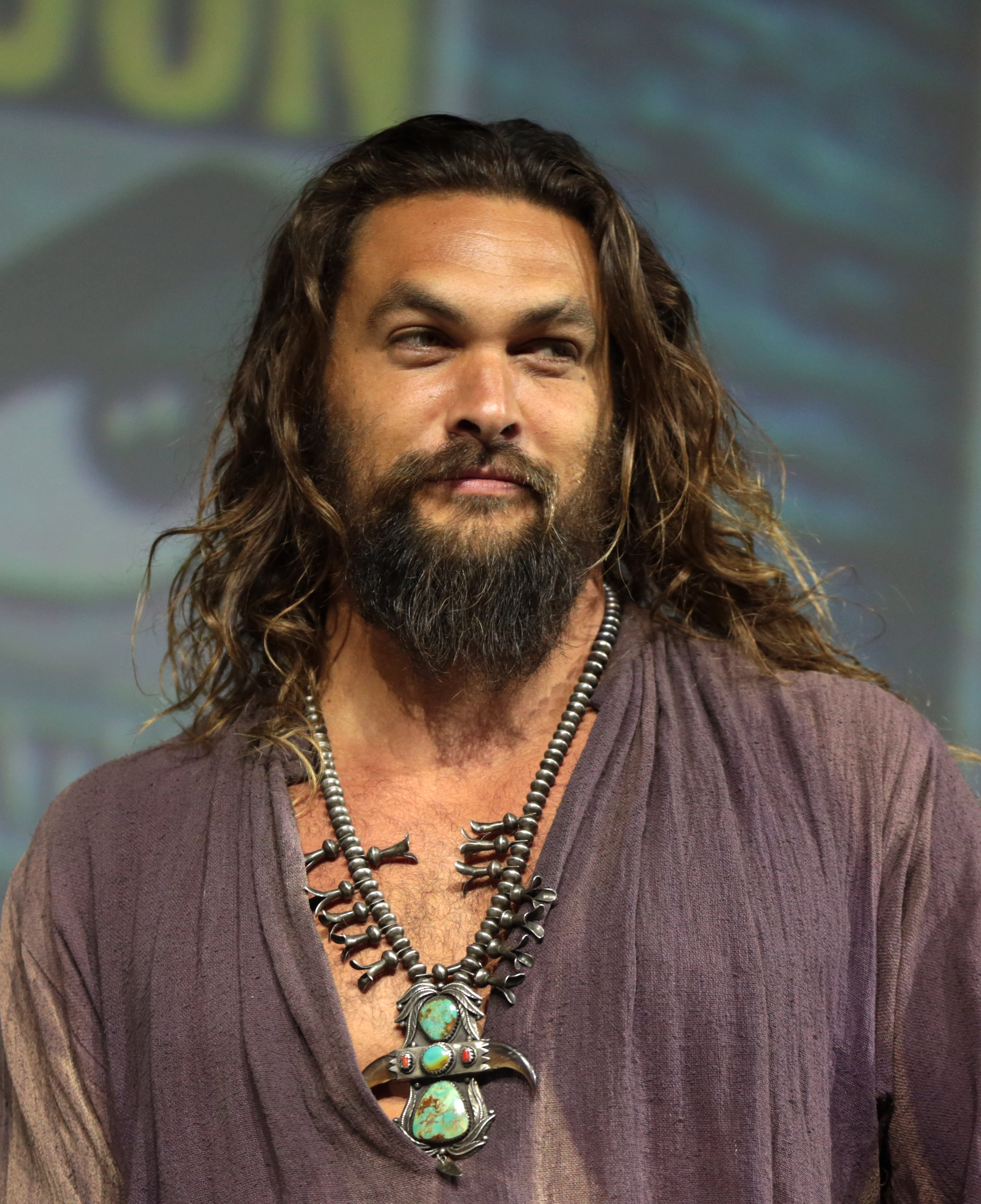
Jason Momoa (* 1979)

- Momochi, Reiko, japanische Manga-Zeichnerin
- Momoedonu, Tevita (1941–2020), fidschianischer Politiker, Premierminister Fidschis (2000; 2001), Botschafter Fidschis in Japan
- Momoh, Francis (* 2001), nigerianischer Fußballspieler
- Momoh, Joseph Saidu (1937–2003), sierra-leonischer Politiker, Präsident von Sierra Leone (1985–1992)
- Momoh, Kelvin Kudus, nigerianischer Fußballspieler
- Momoi, Haruko (* 1977), japanische Sängerin, Liederschreiberin und Seiyū
- Momoi, Kaori (* 1952), japanische Schauspielerin
- Momoli, Giulia (* 1981), italienische Beachvolleyballspielerin
- Momoni, Claudia (* 1963), italienische Medailleurin
- Momoro, Antoine-François (1755–1794), Politiker während der Französischen Revolution
- Momota, Kento (* 1994), japanischer Badmintonspieler
- Momozono (1741–1762), 116. Tennō von Japan

### Momp
- Mompati, Ruth Segomotsi (1925–2015), südafrikanische Aktivistin, Politikerin und Diplomatin
- Momper, Joos de (1564–1635), flämischer Maler
- Momper, Walter (* 1945), deutscher Politiker (SPD), MdAWalter Momper (* 1945)

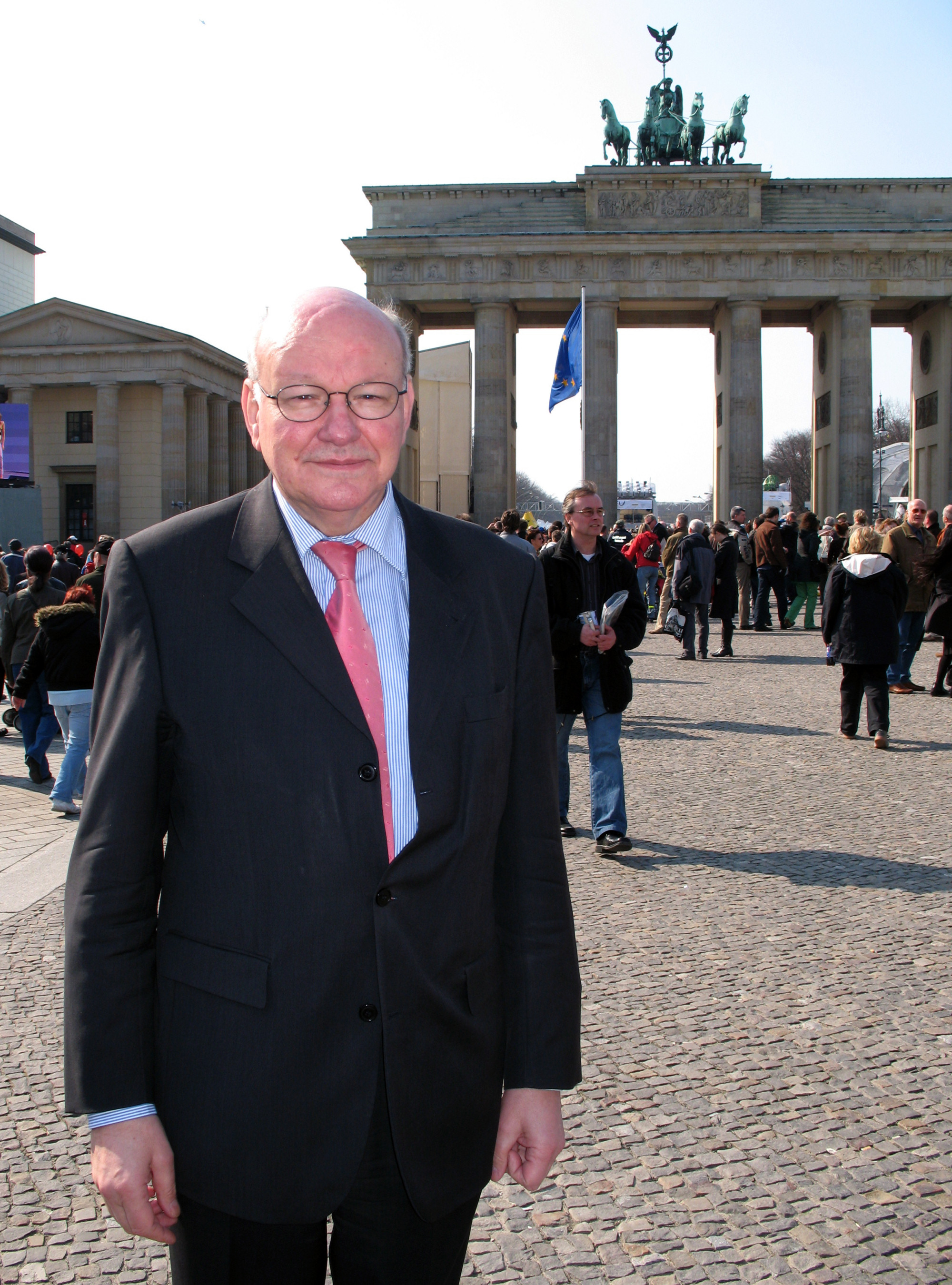
Walter Momper (* 1945)

- Mompié, Haila (* 1974), kubanische Sängerin
- Momple, Jack (* 1947), südafrikanischer Jazzmusiker (Schlagzeug)
- Momplé, Lília (* 1935), mosambikanische Schriftstellerin
- Momplet, Antonio (1899–1974), spanischer Filmregisseur und Drehbuchautor
- Mompou, Frederic (1893–1987), spanischer Komponist

### Momr
- Momrak, Annika (* 1999), norwegische Webvideoproduzentin, Sängerin und Moderatorin
- Momrelle, Tony (* 1973), britischer Musiker

### Moms
- Momsen, Carsten (* 1966), deutscher Jurist und Hochschullehrer
- Momsen, Charles (1896–1967), US-amerikanischer Vizeadmiral
- Momsen, Hans (1735–1811), deutscher Landwirt und Astronom
- Momsen, Ingwer Ernst (* 1937), deutscher Geograph, Historiker und Bibliothekar
- Momsen, Julius (1866–1940), deutscher Landwirt und Politiker
- Momsen, Max (1896–1939), deutscher nationalsozialistischer Pädagoge und Hochschullehrer
- Momsen, Taylor (* 1993), US-amerikanische Schauspielerin und SängerinTaylor Momsen (* 1993)

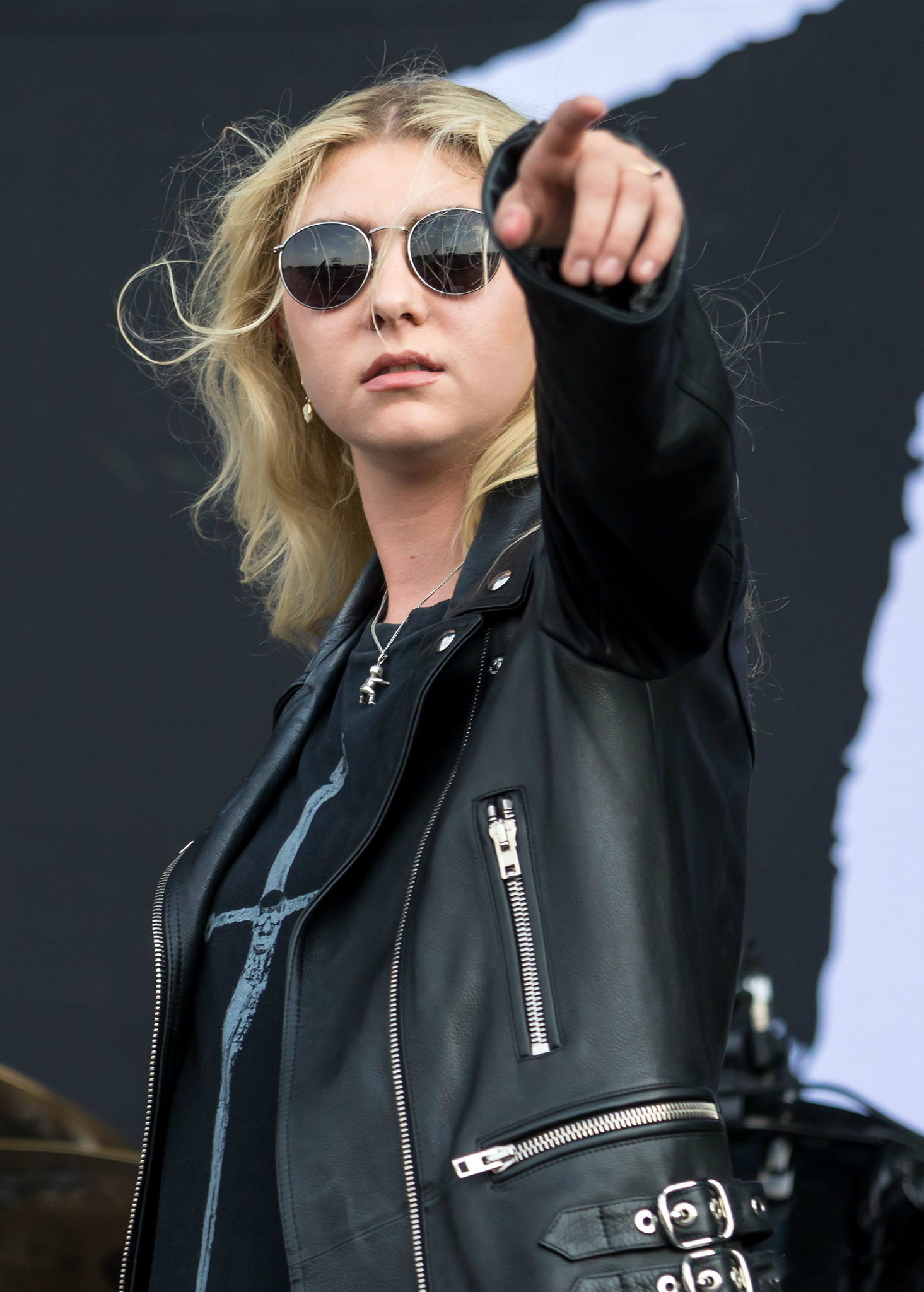
Taylor Momsen (* 1993)

- Momsen, Ulf (* 1967), deutscher Handballspieler
- Momsen-Pflanz, Gundula (* 1976), deutsche Juristin, Richterin am Bundesgerichtshof

### Momt
- Momtaz, Paul P., deutscher Wirtschaftswissenschaftler
- Momtschil († 1345), bulgarischer Woiwode und Raubritter, quasi-unabhängiger Despot in den Rhodopen
- Momtschilow, Petko (1864–1923), bulgarisch-österreichischer Architekt

### Momu
- Momuluh, Monju (* 2002), deutscher Fußballspieler
- Momus (* 1960), schottischer Musiker